# Морозовский сад
Морозовский сад — исторический городской сад площадью 0,46 га; находится в Басманном районе Центрального административного округа Москвы (Большой Трёхсвятительский переулок, владение 1, сад). Сад расположен в одной из самых возвышенных частей исторического района Ивановская горка, в черте Белого города. Объект культурного наследия регионального значения. Озеленённая территория общего пользования.
Перед революцией 1917 года сад принадлежал семье Морозовых, отчего и получил своё современное название. Ранее назывался Кокоревским садом и садом Нарбековых по фамилии его прежних владельцев В. А. Кокорева, а до этого — Нарбековых.
C площадки Морозовского сада открывался вид на Московский Кремль и Иоанно-Предтеченский монастырь. Сад отделён с трёх сторон от Хохловского, Подкопаевского и Большого Трёхсвятительского переулков подпорной стеной. До реконструкции 2001 года сад имел два лестничных входа с углов. Ныне имеет один арочный вход с Подкопаевского переулка. Свободный доступ с 2011 года открыт только в нижнюю часть сада.

## История
В 1730-60-е гг. участок на планах Москвы и в писцовых книгах фигурировал как двор или «сад» Нарбековых. В 1772 году владение, где находится Морозовский сад, принадлежало князю Сергею (Сербану) Кантемиру, сыну молдавского господаря Дмитрия Кантемира. В 1775 году он продал Екатерине Второй своё имение Чёрная грязь, которое было переименовано в Царицыно.
Одна из последующих владельцев усадьбы бригадирша Д. Н. Лопухина устроила в сохранившемся доныне усадебном доме частное училище. В нём учился Андрей Дельвиг, брат поэтов Александра и Антона Дельвигов, военный инженер, будущий строитель Московского и Нижегородского водопроводов, министр и сенатор.
В 1840-х годах владение приобрёл купец В. А. Кокорев. В доме, при котором располагался сад, он устроил гостиницу. В конце 1850-х годов (открытие состоялось 26 января 1862) он создал в нём картинную галерею, названную Кокоревской (арх. И. Д. Черник). Сад перед домом, который назывался тогда Кокоревским, был общедоступным. На примыкающей к саду территории через Хохловский переулок находятся каменные палаты (XVII в.) дьяка Емельяна Украинцева, известного дипломата петровского времени. Здесь работал в архиве Коллегии иностранных дел над «Борисом Годуновым» Пушкин. В архиве служили братья Веневитиновы и Тургеневы, В. Ф. Одоевский, А. К. Толстой, С. А. Соболевский. В саду бывали С. Т. Аксаков, Ф. М. Достоевский, А. Н. Островский, Л. Н. Толстой, приезжавшие в редакцию журнала «Русский вестник». Она располагалась с другой стороны от сада по Большому Трехсвятительскому переулку. В 1875 палаты были переданы Московскому отделению Русского музыкального общества, появилась типография, в которой были впервые опубликованы почти все произведения П. И. Чайковского. Композитор хорошо знал эти места, гостил у своего друга, издателя Юргенсона в Колпачном.
После смерти Василия Александровича Кокорева в 1889 году особняк перешёл М. Ф. Морозовой. Здесь рос Савва Морозов. Перестроен в 1898 году архитектором П. А. Дриттенпрейсом в русском стиле. В оформлении принимал участие и С. Т. Морозов.
Во время июльского мятежа 1918 в доме, при котором был Морозовский сад, базировался штаб левых эсеров. Отсюда обстреливался Кремль — он был виден с площадки Морозовского сада. После подавления мятежа в усадьбу приезжали Дзержинский и Ленин. В конце 1980-х в строительном котловане у пересечения Подкопаевского и Большого Трёхсвятительского переулков был обнаружен артиллерийский фугасный снаряд без взрывателя от трёхдюймовой (76-мм) пушки.
Здесь снимался фильм «Шестое июля». С 1960-х до 2001 года в усадебном доме располагался детский сад, который стал съёмочной площадкой фильма «Усатый нянь».

### Новейшая история
Сад был общедоступным до 2001 года, когда Морозовский дом перешел в частные руки. Владелец демонтировал декор и интерьеры дома, вырубил деревья и построил под садом подземную парковку. Боковые лестничные входы были закрыты, сделан вход с Подкопаевского переулка через небольшую калитку.
Жители района неоднократно писали в управу Басманного района с требованием воплотить положения Закона о Генеральном плане Москвы и сделать сад общедоступным. В декабре 2010 года жителями Басманного района ЦАО города Москвы была создана инициативная группа «Морозовский сад», целью которой является восстановление открытого доступа в сад.
31 марта 2011 года префект Центрального административного округа (ЦАО) столицы Сергей Байдаков заявил, что Морозовский сад откроют для прогулок горожан. «Сад мы откроем обязательно, это городская территория. Жители Москвы, жители центра должны иметь доступ на эту территорию», — сказал Байдаков. Он добавил, что контролирующая сад организация «этого не очень хочет», но, несмотря на это, территория будет открыта и благоустроена. С 2011 года в дневное время суток открыт доступ в нижнюю часть сада.